# Kalligrafie

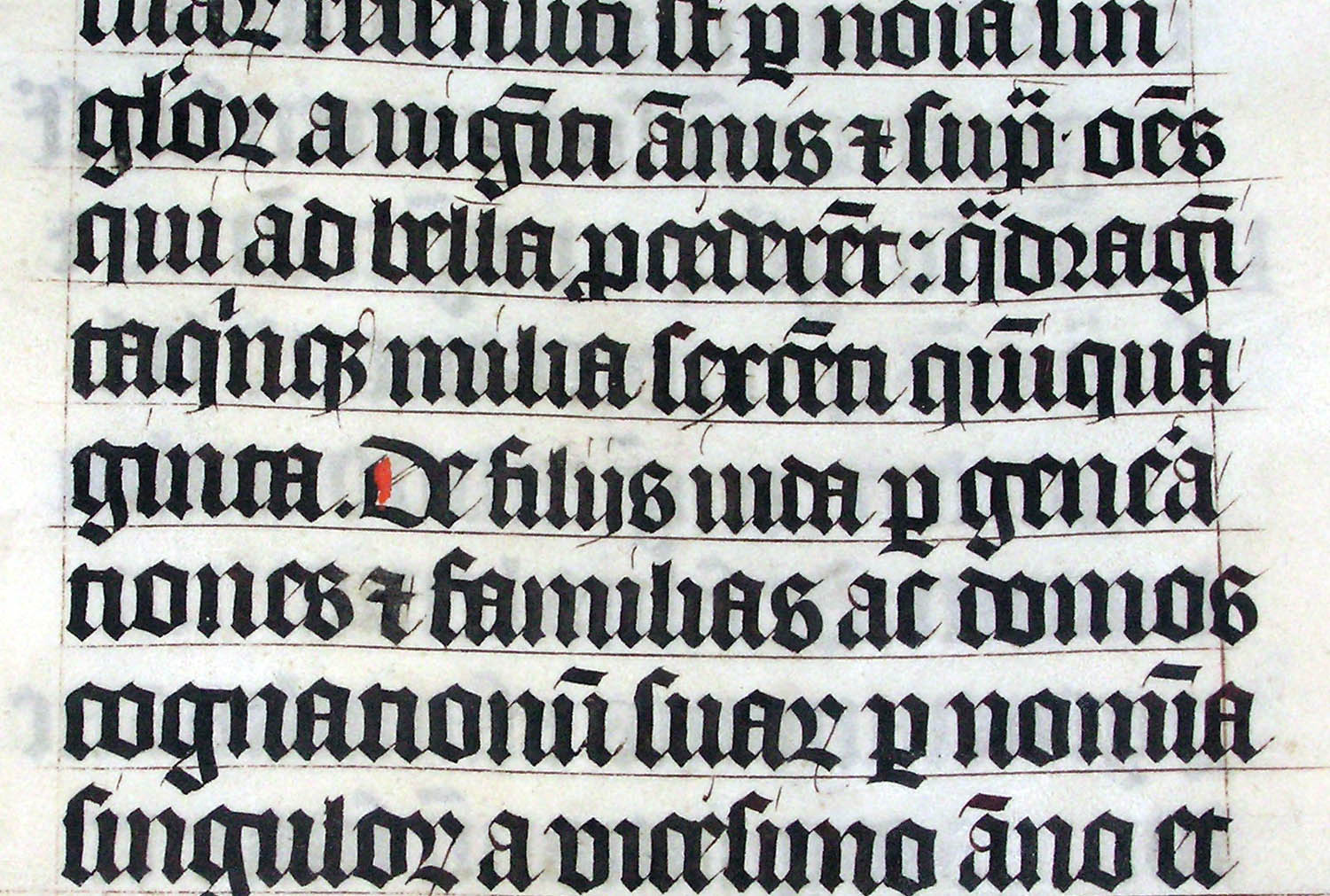
Kalligrafie in 15e-eeuwse Bijbel

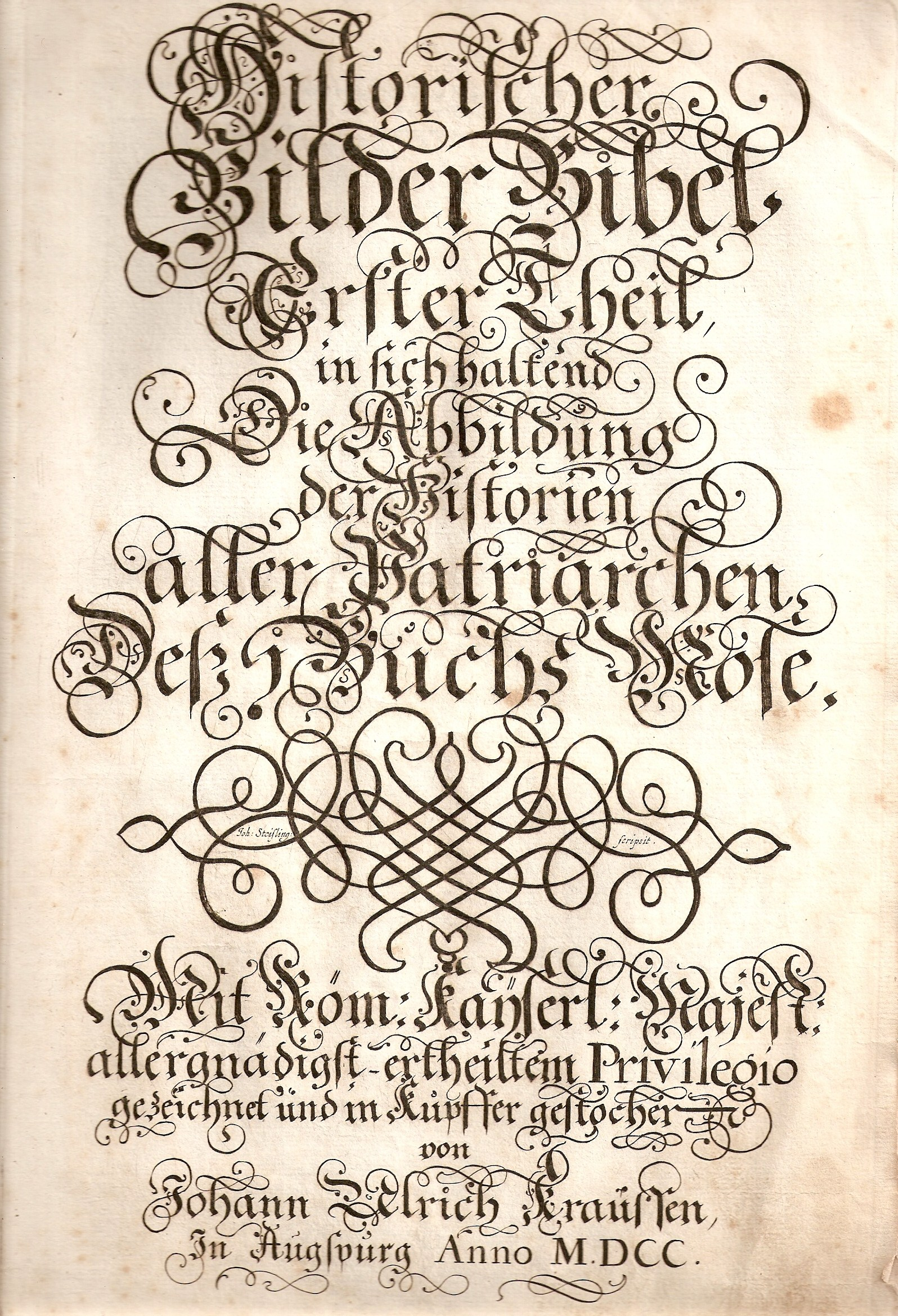
titelpagina

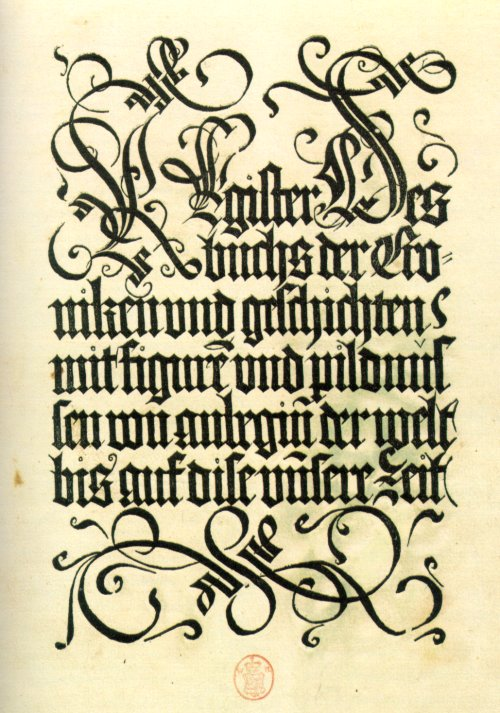

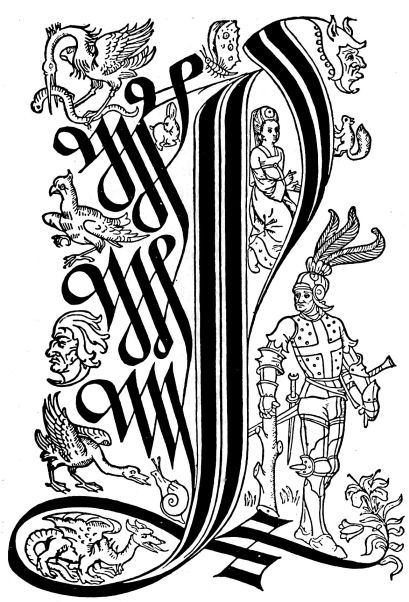
letter L; houtsnede 1488

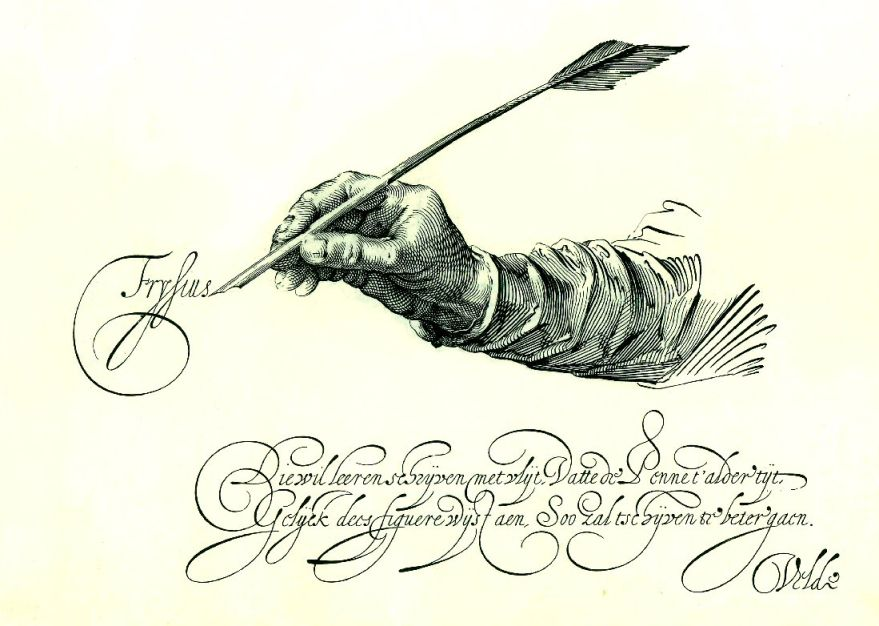
Simon Frisius, die wil leren schrijven met vlijt, vatte de Penne t'alder tijd, Gelijck dees figuere wijst aen, Soo sal tschrijven te beter gaen..., naar Jan van den Velde

Kalligrafie (uit het Grieks: καλός, mooi en γράφειν, schrijven) is de kunst van het schoonschrift. In China en Japan wordt Chinese kalligrafie nog steeds hoog gewaardeerd, en in islamitische culturen bestaan talloze gekalligrafeerde versies van de Koran en worden gekalligrafeerde teksten uit de Koran vaak in tapijten verwerkt of aan de muur gehangen.

## Het westen
In Europa werd het kalligraferen aanvankelijk uitgevoerd door slaven (Romeinse Rijk), later na de doorbraak van het christendom door monniken in kloosters. In de latere middeleeuwen ontstonden er gilden voor kalligrafen en verluchters (zij maakten versieringen bij het letterwerk). Verschillende stijlen van kalligrafie zijn te onderscheiden, waaronder Gotisch, Romaans, Karolisch en Beneventaans.

### Renaissance
Gedurende de renaissance omstreeks 1300 in Italië ontstaat er een beweging die probeert oude waarden te doen herleven. Wat betreft het schrift baseert men zich op de Karolingische minuskel, waarvan men in die dagen dacht dat hij stamde uit de Romeinse tijd. En via pauselijke brieven verspreidden zich de vernieuwde schriften door heel Europa en daar buiten.
In 1420 ontwikkelde Niccolo Niccoli een "nieuwe" humanistische schrijfletter. In feite was het een revival en een aanpassing van het handschrift uit de tijd van Karel de Grote dat door vele anderen in die dagen, zoals Poggio Bracciolini en Giovanni Aretino, werd gebruikt. Bij het cursief van Niccoli wordt de pen veel minder van het papier genomen, door ophalen te maken en letters diagonaal met elkaar te verbinden. Zo kon men sneller schrijven en bleef de leesbaarheid behouden.
Na de uitvinding van de boekdrukkunst raakte het beroep van kopiist langzamerhand overbodig. Maar dat gold enkel voor de productie van grotere uitgaven, waarvan veel exemplaren nodig waren. De letters die boekdrukkers gebruikten, waren nog altijd geheel gebaseerd op hun kalligrafische voorbeelden. In de begintijd van de boekdrukkunst werden uitgaven vaak verlucht met kalligrafische toevoegingen. In de bijbel van Johannes Gutenberg werden de initialen en andere versieringen met de hand toegevoegd. Elk exemplaar was hierdoor uniek.
Veel beroepen zoals rechters, advocaten, notarissen, bleven afhankelijk van geschreven contracten. Schrijvers van boeken, toneelstukken en muziek waren nog altijd afhankelijk van manuscripten. Bij al deze zaken staat de leesbaarheid en de herkenbaarheid van al wat geschreven is voorop. Anders zouden akten nooit als bewijs hebben kunnen dienen.

### Italiaanse schriftboeken
Begin zestiende eeuw ontstonden er enkele schriftboeken in Italië. Met daarin vele voorbeelden van de verschillende cursieve schriften die op dat moment in gebruik zijn.
In 1522 verscheen als eerste La Operina, met daarin gravures van Ugo da Carpi naar de modellen, de canselarescha, van Lodovico delgi Arrighi, bijgenaamd Vicentino, die schrijver was van pauselijke brieven. Een tweede boek met voorbeelden van cursieven was Il modo de temperare le Penne; dit boek verscheen in Venetië in 1523 als aanvulling op La Operina. Daarin ook aanwijzingen hoe een pen te snijden en verschillende cursieven anders dan de cancellerescha. De graveur was Eustachio Celebrino da Udene.
Hierna volgen vele andere boeken :
- Giovanantonio Tagliente, Lo presente libro insegna, Venetië, 1524
- Ugo da Carpi, Thesauro de Scrittori, 1525
- Eustachio Celebrino da Udene: Il modo d'imparare de scrivere lettera Merchantescha, 1525
- Giovambattista Palatino, Libro nuovo d'impparare a scrivere, Rome, 1540
- Vespasiano Amphiareo, Opera nella quale si insegna a scrivere, Venetië, 1554
- Giovan Francesco Cresci, Essemplare de piu sorti letteri, Rome. 1560
- Giovambattista Palatino, Compendio del gran volume, Rome, 1566
- Augustina da Siena, Opera del reverendo, Venetië, 1568

#### Inktrecept
In het schriftboek van Augustino da Siena is een recept te vinden, hoe inkt te maken. Goede inkt moet in oplossing blijven, en mag niet opdrogen als een vlek op de bodem van de inktfles. Goede inkt dient lange tijd kleurecht te blijven en mag ook niet na een tijd verbleken.
- Neem 30 ons goede witte wijn.
- Neem 3 ons kleine Istrische galnoten, van een goed gerimpelde soort,
- Breek deze galnoten, maar maal ze niet fijngemalen tot een puree.
- Doe de gebroken galnoten in de wijn.
- Laat alles een twaalf dagen staan, een paar dagen meer of minder kan geen kwaad.
- Roer de galnoten in de wijn vier tot zes keer elke dag.
- Alleen de laatste dag en daarna mag er niet meer worden geroerd.
- Zeef de oplossing door een doek, om de galnoten te verwijderen.
- Voeg daarna 2 ons Romeins vitriool (ijzer(II)-sulfaat) toe, om de inkt zwart te maken.
- Roer de inkt een "Miserere" lang
- Week 1 ons in stukken gebroken Arabische gom, een dag lang in witte wijn
- Om de gom beter te vermengen met de inkt
- Doe het in een fles
- Wacht daarna twee tot drie weken, tot alles perfect zwart is.

In plaats van witte wijn, kan ook gekookt regenwater (of gedestilleerd water) worden gebruikt.
Een nadeel van deze inkt is, dat het ijzermoleculen bevat, en dit ijzer kan op den duur de papiervezels aantasten. De cellulose van de vezels onder de inkt verpulvert dan langzaam, en zo kan het hele document uiteindelijk verloren gaan.
¹Een ons is hier ongeveer 28 gram of 28 milliliter.

### Herleving kalligrafie in de 19e eeuw
Sinds 1850 herleefde de belangstelling voor de kalligrafie. Eerst als hobby, maar allengs ontwikkelde de kalligrafie zich tot een zelfstandige kunstvorm.
Toch ging het mis met de kwaliteit van schrijven gedurende de 19e eeuw. In Engeland ontstond in het begin van de 20ste eeuw een beweging om het schrijfonderwijs aan jonge kinderen op de lagere school op een hoger plan te brengen. Onder het motto: "Jong geleerd is oud gedaan." De motor van dit alles vormden onder andere Edward Johnston, Alfred Fairbank en Marion Richardson. Met het oefenen naar voorbeelden op zogenaamde 'writing-cards' werden de kinderen aangemoedigd tot creativiteit in een lopend schrift.
Vaak wordt bij het kalligraferen gebruikgemaakt van een 'brede pen', een pen die in dwarse richting een smalle, maar in lengterichting een brede streep trekt. De brede pen is afgeleid van de vorm van de rietpen (gebruikt op papyrus tot ongeveer 300 na Chr.) en de ganzenveer (gebruikt op perkament en vellum, vanaf ongeveer 300) die een vergelijkbaar schrijfgedrag heeft, maar veel vaker in de inkt moet worden gedoopt, en waarvan de lijn meer varieert met de hoeveelheid inkt die er nog op zit. Tegenwoordig wordt ook wel de trekpen als schrijfgereedschap gebruikt. Veelgebruikte inktsoorten zijn Oost-Indische inkt en lichtechte gepigmenteerde inkten die watervast opdrogen.
Door kalligrafen veel gebruikte lettertypen zijn: de Romeinse kapitaal, de middeleeuwse unciaal, de Karolingische minuskel (en de gotische varianten daarvan), de cursief (italic) en het kanselarijschrift.
In Nederland bevinden zich de belangrijkste (historische) collecties op het gebied van de kalligrafie in de Koninklijke Bibliotheek in Den Haag en in de Bibliotheek van de Universiteit van Amsterdam. De Universiteitsbibliotheek van Amsterdam beheert ook het Schriftmuseum J.A. Dortmond.
Aan de Haagse Koninklijke Academie van Beeldende Kunsten vormt het schrijven een wezenlijk onderdeel van de opleiding tot letterontwerper. De gevolgde methode is ontwikkeld door Edward Johnston, de ontwerper van het Underground type. Gerrit Noordzij ontdekte Johnstons boek in 1955, waarin deze uitlegt dat schrijven, illumineren en lettering van wezenlijk belang zijn voor de typografie en de graphic designer. 
Een toegepaste vorm van kalligrafie is stripboekbelettering.

## China
De Chinese kalligrafie staat sinds 2009 vermeld op de lijst van meesterwerken van het orale en immateriële erfgoed van de mensheid van UNESCO.

## Islam

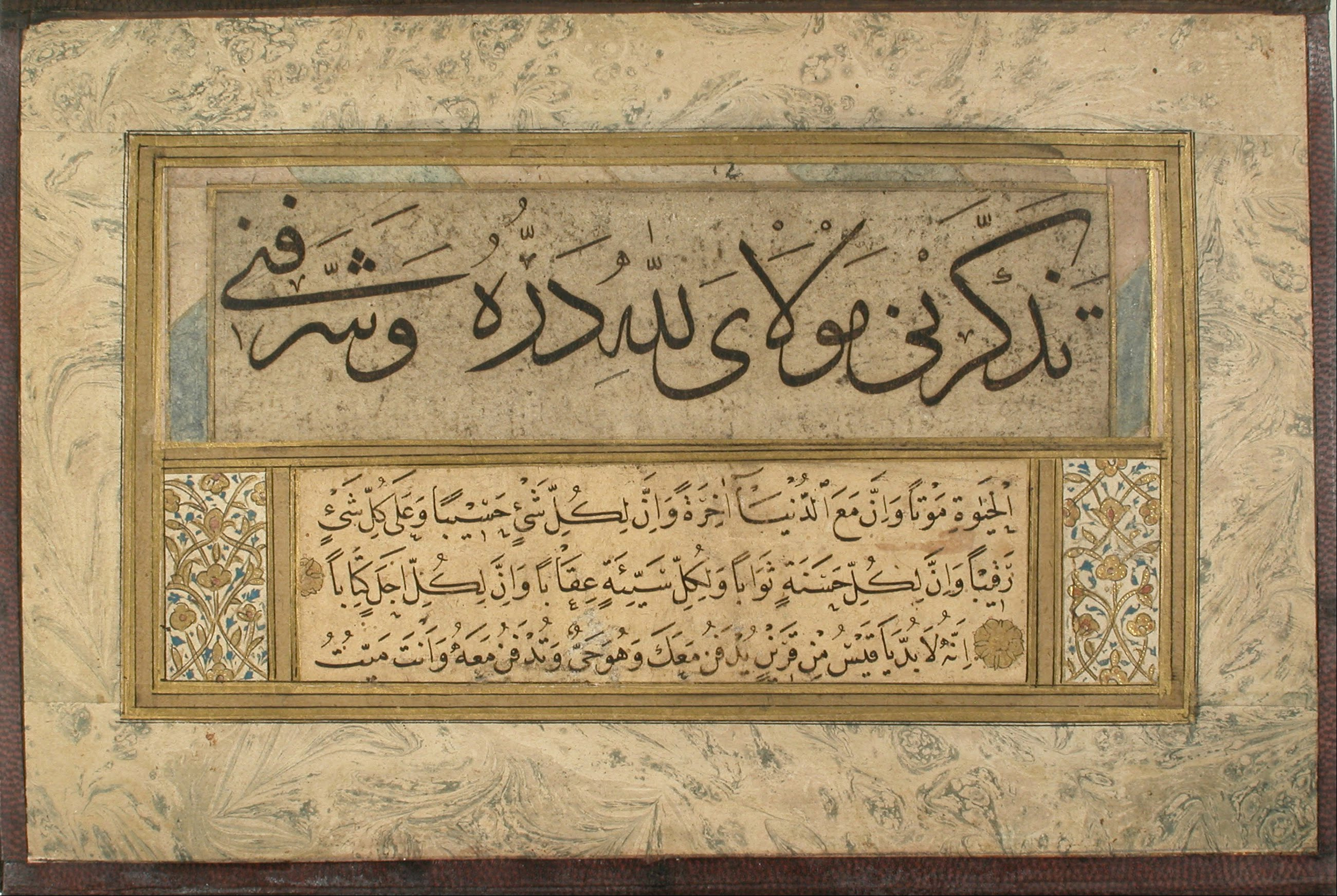
Kalligrafie toegeschreven aan sjeik Hamdullah (gestorven 1526), werkzaam aan het Ottomaanse hof

In de islam geldt een verbod op het afbeelden van Allah, de profeet Mohammed en heiligen. In plaats van portretten werden daarom kalligrafische composities met hun namen gemaakt. Verder werd kalligrafie toegepast voor handgeschreven korans, gebedenboeken, soera's, heiligennamen, gedichten en spreuken.
Ook in het Ottomaanse Rijk stond kalligrafie in hoog aanzien. Het was de enige Ottomaanse kunst die zich ontwikkelde zonder enige westerse invloed omdat het ging om een religieuze en traditionalistische kunst. Aan het hof van de Ottomaanse sultans waren kalligrafen werkzaam en ook enkele sultans, zoals Ahmet III, waren bedreven kalligrafen.